# 尾骨

図の赤い箇所が人間の尾骨

尾骨（びこつ）とは脊椎の最下端（四足動物的には最後部）を構成している骨。かつては尾骶骨と呼ばれ、現在でも俗称として用いられている。
脊椎動物の体内は脊椎によって支えられているがその最下部（最後部）は尾椎（びつい）と呼ばれている。
人間の尾骨は3個から6個の尾椎が骨結合してできており、椎弓を欠いて椎骨としての形状を失うなど、他の動物に比べて著しく退化して痕跡器官となっている。このため、尻尾として体表には現れないが、肛門の後ろ側、肛門溝の上部にて尾骨の先端に触れられることがある。なお、胎生期には9個の尾椎が確認できるが発育中に消失している。
全体的には小球形、もしくはそれよりもやや長い骨片状になっており、上端部は椎骨としての基本的な特徴を残して楕円形の断面を持ち、仙骨の下部と結合している。また、上端の両側には上関節突起の痕跡が上方に突出して、さらにその外側には横突起が備わっているが、この部分は尾骨角と称される。下部にいくに従って萎縮していき、先端（最下端・最後端）は三角形状に突出している。
人間や一部の霊長類などを除いた哺乳類の多くや爬虫類は尾椎を中心に筋肉や毛皮をまとって尻尾を形成しているが、鳥類やカエルのような一部両生類の中には人間と同様に尾椎が結合してしまっているものがいる。そのような骨を尾骨（尾骶骨）と区別する意味で鳥類では尾端骨、カエル類（無尾両生類）では尾柱と称す。